# Albero della visione della vita
L'albero della visione della vita è una visione descritta e discussa nel Libro di Mormon, uno dei testi dei Santi degli ultimi giorni, edito da Joseph Smith nel 1830. Secondo il Libro di Mormon, la visione fu ricevuta in un sogno dal profeta Lehi, e più tardi da suo figlio Nefi, che ne scrisse nel Primo libro di Nefi. La visione comprende un sentiero che conduce a un albero che simboleggia la salvezza, con una verga di ferro lungo il percorso alla quale i seguaci di Gesù possono aggrapparsi per evitare di vagare per in pozzi o acque che simboleggiano le vie del peccato. La visione include anche un grande edificio in cui i malvagi guardano i giusti e li deridono.
Si dice che la visione simbolizzi la condizione spirituale dell'umanità, ed è una storia ben nota e citata all'interno del Mormonismo. Un commentatore mormone riflette una comune credenza mormone secondo la quale la visione è "una delle più ricche, flessibili e profonde parti della profezia simbolica contenuta nelle opere [scritture]".
La visione è simile alla seconda visione raccontata dal padre di Smith Joseph Smith Sr. prima della pubblicazione del Libro di Mormon. La visione di Joseph Smith Sr. conteneva un albero con deliziosi frutti, un sentiero e un grande edificio dove i malvagi guardavano in basso con disprezzo i giusti. Tuttavia, la visione di Smith conteneva una corda piuttosto che una verga di ferro, e c'erano altre piccole differenze.  A causa della somiglianza, gli studiosi mormoni laici postulano che il sogno di Smith è la fonte della visione dell'albero della vita. Il sogno di Smith è stato citato, per la prima volta, da sua moglie Lucy Mack Smith dopo la pubblicazione del Libro di Mormon, e alcuni studiosi del mormonismo suggeriscono che il testo del Libro di Mormon possa aver influenzato il racconto di Lucy, piuttosto che viceversa. Altri studiosi apologetici, come Hugh Nibley, postulano che Lei e Smith Sr. abbiano avuto semplicemente la stessa visione archetipale.

## Contenuto

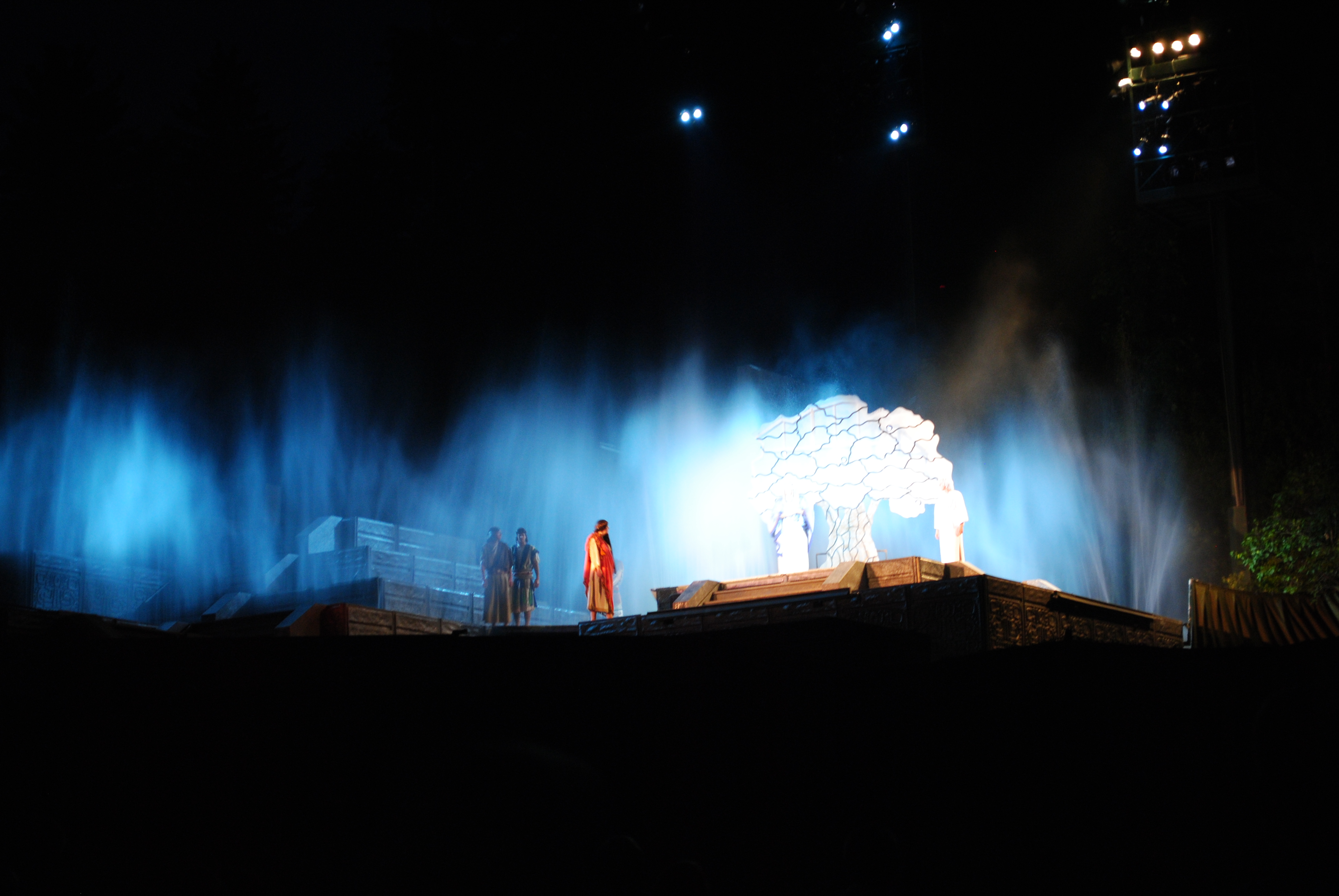
Immagine della visione in una commemorazione annuale dei mormoni a Hill Cumorah Pageant

Secondo il Libro di Mormon, il profeta Lehi ricevette questa visione in sogno durante il suo esilio nella regione selvaggia araba poco dopo il 600 a.C. Si svegliò e la raccontò ai suoi figli come descritto nell'ottavo capitolo del Primo Libro di Nefi. Il figlio di Lei, Nefi, registrò la visione sulle tavole d'oro, e più tardi ebbe la stessa visione, anche se molto più dettagliata, che registrò più tardi nello stesso libro. La visione di Nefi comprende anche una sua interpretazione.
Nella visione, Lei riferì di aver visto diversi oggetti, tra cui i seguenti:
1. Un albero dai frutti bianchi,[6] che simboleggia l'amore di Dio e, per estensione, l'espiazione.[7]
2. Un sentiero stretto e periglioso,[8] simboleggiante il sentiero della salvezza.
3. Una verga di ferro, che corre lungo il sentiero,[9] che simbolizza la "parola di Dio".[10] Reggersi alla verga di ferro fa riferimento alla stretta aderenza al vangelo di Gesù Cristo, che permette a tutti di evitare le tentazioni del mondo o di allontanarsi dal sentiero stretto e angusto.
4. Una nebbia di oscurità,[11] simbolizzante le tentazioni di satana.[12]
5. UN grande e spazioso edificio,[13] che simboleggia l'orgoglio del mondo.[14] I molti abitanti dell'edificio ridono di quelli che sono sul sentiero stretto e angusto.

Lei apprende dalla visione che i suoi figli Sam e Nefi, e sua moglie Sariah mangiano il frutto bianco, indicando così che saranno salvati, mentre gli altri due figli, Laman e Lemuel, non lo mangiano.

## Importanza
La storia della visione è ben nota tra i mormoni e ampiamente citata. La "verga di ferro" è menzionata specificamente riferendosi spesso alle Scritture o alle parole del Signore, per trasmettere l'importanza di ascoltare gli insegnamenti di Dio.

## Stele Izapa 5
Alcuni studiosi dei mormoni, compreso Jakeman, credono che la Stele Izapa 5, un'antica stele trovata nella Mesoamerica negli anni 1930, rappresenti questa visione.  La studiosa d'arte mesoamericana, Julia Guernsey Kappelman non concorda con questa associazione tra la Stele Izapa 5 e il libro di Mormon. La Kappelman ha affermato che la ricerca di Jakeman non tiene conto del contesto culturale alla base della stele di Izapa a favore delle sue interpretazioni e dei suoi pregiudizi.